# Old Navy
Old Navy är ett amerikanskt klädmärke samt en kedja av butiker som ägs av Gap, Inc.. Företagets verksamhet ligger i San Francisco och San Bruno, Kalifornien. Det är en av de första stora företag med huvudkontor i den nya Mission Bay i San Francisco.